# André Debaar
André Debaar est un comédien et metteur en scène belge né à Verviers le 25 décembre 1929 et mort à Uccle le 16 février 2011,.

## Biographie
Il fut pensionnaire du Théâtre royal du Parc de 1950 à 1964. Le comédien est aussi metteur en scène. En novembre 1962, il monte Château de Suède de Françoise Sagan, au Parc. Jean Anouilh, Victor Hugo, Molière, Shakespeare, Georges Feydeau, Eugène Ionesco, mais aussi Fernand Crommelynck, Jean Giraudoux, Bertolt Brecht ou encore Michael Frayn, Jules Renard, Jean-Pierre Dopagne seront quelques-uns des auteurs qu'il a portés à la scène. Il en interprétera plus encore, travaillant sous la direction, entre autres, de Jacques Huisman, Adrian Brine, Dominique Haumont, Albert-André Lheureux, Léon Dony, Frank Dunlop et même Dario Fo.
À son palmarès figure l’Ève du Théâtre pour son rôle dans Les Maxibules de Marcel Aymé (1964).
Pensionnaire et membre du conseil d'administration du Théâtre national de Belgique de 1964 à 1984.
Professeur au Conservatoire royal de Bruxelles de 1972 à 1995.
Président de l'Union des Artistes de 1986 à 1992.
André Debaar a joué plus de 300 rôles autant classiques que modernes et a réalisé quelque 90 mises en scène.
Il fut également directeur du Festival de théâtre de Spa pendant dix ans.

## Théâtre
Acteur
- 1949-1950 : Antigone de Sophocle au Théâtre National de Belgique
- 1949-1950 : Le Florentin de Jean de la Fontaine au Théâtre national de Belgique
- 1950-1951 : Baby Hamilton de Anita Hart et Maurice Braddell au Théâtre royal du Parc
- 1950-1951 : L'Épervier de Francis de Croisset au Théâtre royal du Parc
- 1950-1951 : Les Femmes savantes de Molière au Théâtre royal du Parc
- 1950-1951 : Les Femmes savantes de Molière au Théâtre royal du Parc
- 1950-1951 : Il ne faut jurer de rien de Musset au Théâtre royal du Parc
- 1950-1951 : Le Marquis de Villemer de George Sand au Théâtre royal du Parc
- 1950-1951 : Le Petit Maître corrigé de Marivaux au Théâtre royal du Parc
- 1950-1951 : Ruy Blas de Victor Hugo au Théâtre royal du Parc
- 1951-1952 : Batailles de dames de Ernest Legouvé et Eugène Scribe au Théâtre royal du Parc
- 1951-1952 : Le Critiques de Richard Brinsley Sheridan au Théâtre royal du Parc
- 1951-1952 : La Duègne de Richard Brinsley Sheridan au Théâtre royal du Parc
- 1951-1952 : La Flambée de Henry Kistemaerkers au Théâtre royal du Parc
- 1951-1952 : Le Fleuve étincelant de Charles Morgan au Théâtre royal du Parc
- 1951-1952 : La Maison des cœurs brisés de George Bernard Shaw au Théâtre royal du Parc
- 1951-1952 : La Nuit des rois de William Shakespeare au Théâtre royal du Parc
- 1951-1952 : Rebecca de Daphné du Maurier au Théâtre royal du Parc
- 1952-1953 : Les Adelphes de Térence au Théâtre royal du Parc
- 1952-1953 : Bâti sur le sable de André Daufel au Théâtre royal du Parc
- 1952-1953 : Fantasio de Musset au Théâtre royal du Parc
- 1952-1953 : Le Joueur de Jean-François Regnard au Théâtre royal du Parc
- 1952-1953 : Madame Sans-Gêne de Emile Moreau et Victorien Sardou au Théâtre royal du Parc
- 1952-1953 : Le Songe d'une nuit d'été de William Shakespeare au Théâtre royal du Parc
- 1953-1954 : Batailles de dames de Ernest Legouvé et Eugène Scribe au Théâtre royal du Parc
- 1953-1954 : Bâti sur le sable de André Daufel au Théâtre royal du Parc
- 1954-1955 : Il ne faut jurer de rien de Musset au Théâtre royal du Parc
- 1954-1955 : Baby Hamilton de Anita Hart et Maurice Braddell au Théâtre royal du Parc
- 1954-1955 : La Nuit des rois de William Shakespeare au Théâtre royal du Parc
- 1955-1956 : Le Chandelier de Musset au Théâtre royal du Parc
- 1956-1957 : Baby Hamilton de Anita Hart et Maurice Braddell au Théâtre royal du Parc
- 1957-1958 : Rebecca de Daphne du Maurier au Théâtre royal du Parc
- 1994 : Peter Pan, d'après James M. Barry, chez Del Diffusion dans une mise en scène de Bruno Bulté, avec Noël Baye, Joëlle Camus, Stéphanie Coerten, Stéphane Custers, Isabelle Defossé, Philippe Derlet, Bernard d'Oultremont, Gudule, Jean-Louis Leclercq, Olivier Massart, Victor Scheffer...
- 1995 : Guy de Maupassant au Théâtre Le Public, lecture publique.
- 2005 : Et Dour devient belge de Roland Thibeau, en coproduction la Roulotte et la Commune de Dour.
- 2005 : Galilée de Roland Thibeau, en coproduction la Roulotte et la Ville de Mons au Jardin du Mayeur.

Metteur en scène
- 1957 : Il était une gare de Jacques Deval au Théâtre royal du Parc
- 1958 : Rebecca de Daphne du Maurier au Théâtre royal du Parc
- 1981 : L'Évangile selon Saint-Marc de Billy Fasbender et André Debaar, dans une traduction des moines de l'Abbaye de Maredsous
- 2000 : Le Vison voyageur de John Chapman (en) et Ray Cooney à Ottignies-Louvain-la-Neuve
- 2001 : Toâ de Sacha Guitry à Charleroi

## Filmographie
- 1973 : Le Revolver aux cheveux rouges de Denise et Frédéric Geilfus
- 1973 : Le Far West de Jacques Brel
- 1989 : Morte Fontaine de Marco Pico
- 1989 : Suivez cet avion de Patrice Ambard : le monsieur du taxi
- 1992 : Sur la terre comme au ciel de Marion Hänsel : l'invité gynécologue
- 1993 : Pétain de Jean Marbœuf : Labrun
- 1995 : The Little Seed de Michel Vereecken
- 1995 : Victor et François de Josée Dayan et Ruben Goots : le notaire
- 1995 : Y a pas de lézard de Marianne Binard
- 1996 : Les Steenfort, maîtres de l'orge de Jean-Daniel Verhaeghe
- 1996 : Folle de moi de Pierre Joassin : le directeur
- 1997 : Le Pantalon d'Yves Boisset : le général
- 1998 : La Fête du printemps de Coralie Pastor
- 1998 : Le Nain rouge d'Yvan Le Moine : le maître d'école
- 1998 : Maigret et l'Inspecteur Cadavre (tv) de Pierre Joassin
- 2000 : Lumumba de Raoul Peck : Walter J. Ganshof Van der Meersch
- 2004 : Maigret : le ministre